# Svegs kraftverk

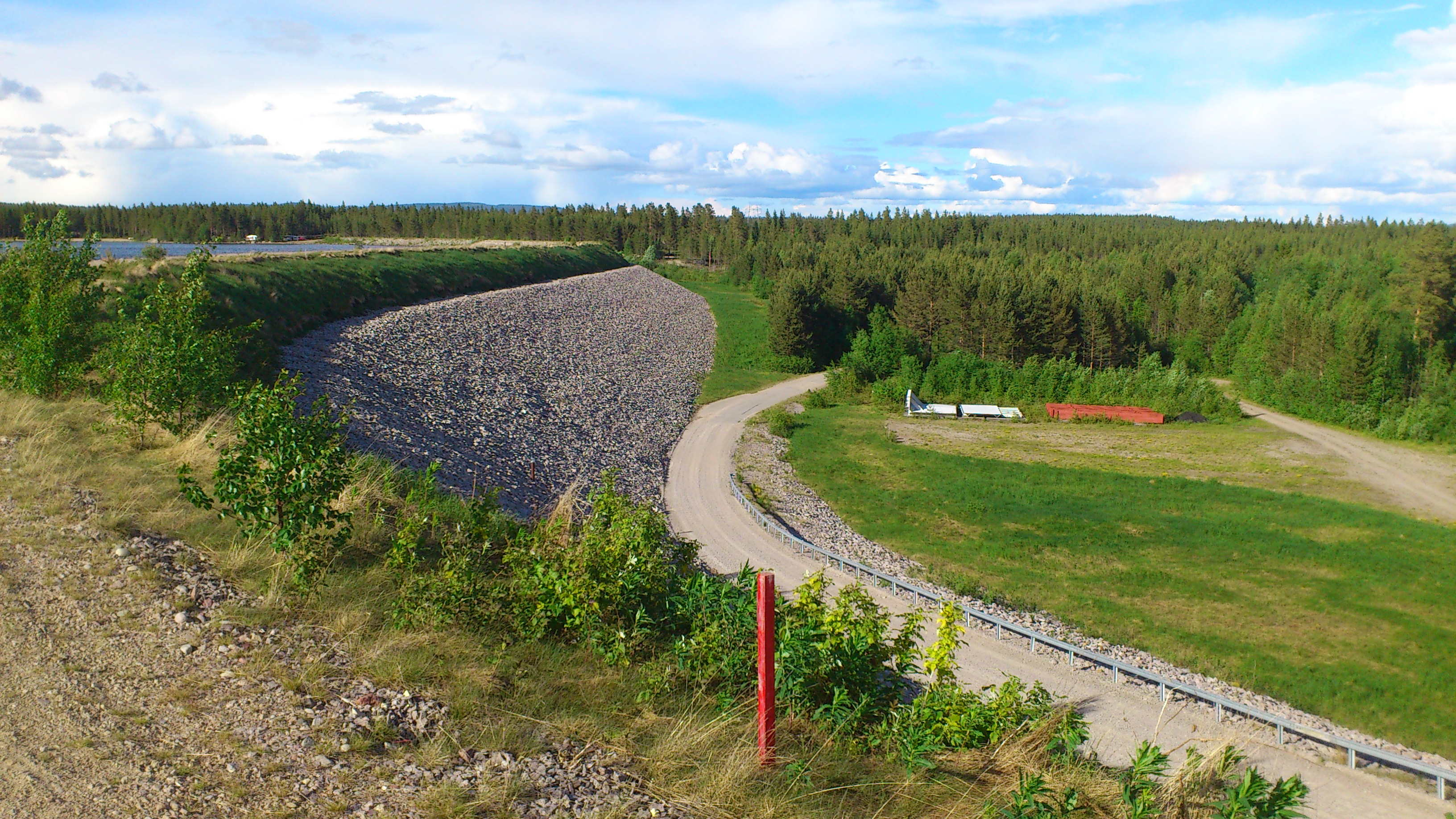
Den 18 meter höga vallen

Svegs kraftverk är ett vattenkraftverk som började byggas år 1972. Arbetet påskyndades kraftigt i och med att energikrisen ökade behovet av svensk energiproduktion. Kraftverket togs i drift 1975.
Kraftverket ligger vid den 18 meter höga dammen intill Svegssjön. Vattnet leds genom turbinen och sedan ut igen mot Sveg. Kraftverkets turbin är en så kallad kaplanturbin, vilket är den vanligaste turbintypen för vattenkraftverk i Sverige. Genom att turbinen har ett löphjul med ställbara blad får man bättre verkningsgrad över en större variation av fallhöjd. Det är extra viktigt i Sveg kraftverk eftersom fallhöjden varierar mellan 9 och 19 meter.
Kraftverket producerar ca 155 GWh per år, vilket är ungefär en promille av Sveriges totala elproduktion.